# Заможні львівські міщани (1648-1655)
Під час 2 облог Львова  - в 1648 році козаками та татарами під проводом Богдана Хмельницького та Тугай-Бея та в 1655 московитами та козаками під проводом Васілія Бутурліна та Богдана Хмельницького - або припинити облогу, львів'яни були змушені сплатити значні суми у вигляді відкупу. З метою справедливого розподілу цих сум, міський маґістрат створив спеціальну комісію, що мала оцінити статки найбагатших львівських міщан для сплати одноразового податку до міської скарбниці. Комісія складалася з о. Томаша Лещинського, абата Вонхоцького, писара скарбу коронного, о. Станіслава Чурили гербу Ґорай, пароха львівського та Ієроніма Піноччі, королівського секретаря.
Усього Львів сплатив козакам та татарам 544 969 золотих відкупу. 256 348 золотих мешканці Львова свого часу сплатили готівкою та товарами. 87 873,5 золотих було отримано від одноразового 5% податку на нерухоме майно. Львівські євреї, що не входили в юрисдикцію комісії, зобов'язалися сплатити 84 000 золотих на додаток до 24 500 золотих вже відданих ними попередньо на відкуп у вигляді товарів. Решту суми комісія отримала за рахунок податку з найбагатших львівських міщан. З цією метою комісія оцінила рухоме майно усіх багатих міщан Львова християнської віри. Список, складений комісією, є рідкісним джерелом до економічної та соціальної історії міста.

## Список заможних львівських міщан (1656)
| Ім'я                        | Статки | Конфесія | Інше                                                             |
| --------------------------- | ------ | -------- | ---------------------------------------------------------------- |
| Ян Вартеришович             | 600000 | вірм.    | сеньйор вірменської нації (1643-1655)                            |
| Іван Мазаракі               | 300000 | грец.    | діяч Львівської ставропігії                                      |
| Івашко Торосович            | 200000 | вірм.    | сеньйор вірменської нації (1656-1659)                            |
| Ян Аттельмаєр               | 120000 | лат.     | міський райця                                                    |
| Степан Несторович           | 100000 | грец.    | діяч Львівської ставропігії                                      |
| Ян Убальдіні                | 80000  | лат.     | міський райця                                                    |
| Теодор Яневич               | 80000  | грец.    | діяч Львівської ставропігії                                      |
| Василь Грегорович           | 70000  | грец.    | діяч Львівської ставропігії                                      |
| Ян Студницький              | 60000  | лат.     |                                                                  |
| Мартин Никанор Анчевський   | 60000  | лат.     | міський райця (1639-1682)                                        |
| Хмельова, аптекарка         | 50000  | лат.     |                                                                  |
| Якуб Долежинський           | 50000  | лат.     | міський райця (1638-1663)                                        |
| Станіслав Вільчек           | 50000  | лат.     | міський райця (1637-1659)                                        |
| Бартоломей Зіморович        | 40000  | лат.     | міський райця (1648-1677)                                        |
| др. Мартин Ґросваєр         | 40000  | лат.     | міський райця (1640-1652)                                        |
| Станіслав Ґедзицький        | 40000  | лат.     |                                                                  |
| Валеріан Алембек            | 40000  | лат.     | міський райця (1654-1675)                                        |
| Шимон Стечкевич             | 40000  | вірм.    |                                                                  |
| Андреас Аморетті            | 30000  | лат.     |                                                                  |
| др. Якуб Ґідельчик          | 30000  | лат.     | міський райця (1649-1650)                                        |
| Юзеф Толочко                | 30000  | лат.     | лавник (1675-1683)                                               |
| Миколай Барч                | 30000  | лат.     |                                                                  |
| Аведик Бернатович           | 30000  | вірм.    |                                                                  |
| Христофор Вартанович        | 30000  | вірм.    |                                                                  |
| Михайло Сльозька, друкар    | 30000  | грец.    | діяч Львівської ставропігії                                      |
| Христофор Аведик Бернатович | 25000  | вірм.    | сеньйор вірменської нації (1643-1673)                            |
| Фабіанівські маєтки         | 20000  | лат..    |                                                                  |
| др. Якуб Крауз              | 20000  | лат.     | міський райця (1657-1673)                                        |
| Ян Цехуцький                | 20000  | лат.     |                                                                  |
| Миколай Боїм                | 20000  | лат.     | міський райця (1671-1690)                                        |
| Мельхер, шихтер (слюсар)    | 20000  | лат.     |                                                                  |
| Шимон Козловський           | 20000  | лат.     | міський райця (1661-1670)                                        |
| Войцех Заласович            | 20000  | лат.     | член колегії сорока мужів (1649-1671)                            |
| Войцех Майдесович           | 20000  | лат.     |                                                                  |
| Войцех Бочкович             | 20000  | лат.     |                                                                  |
| Лазар Августинович          | 20000  | вірм.    |                                                                  |
| Барбара Ланґішівна          | 20000  | грец.    | донька Гавриїла (Ґабрієля) Ланґіша, діяча Львівської ставропігії |
| Павло Лаврисевич            | 20000  | грец.    | діяч Львівської ставропігії                                      |
| Теодозій Папара             | 20000  | грец.    |                                                                  |